# 奥斯曼·优素菲·马伊加
奧斯曼·優素菲·馬伊加（1945年—）為非洲國家馬利的前總理，任期從2004年至2007年。
| 前任： 艾哈迈德·穆罕默德·阿格·哈马尼 | 马里总理 2004年—2007年 | 繼任： 莫迪博·西迪貝 |